# Comuna Mokrovolea, Bilohirea
Mokrovolea (în ucraineană Мокроволя) este o comună în raionul Bilohirea, regiunea Hmelnîțkîi, Ucraina, formată din satele Jemelînți, Mokrovolea (reședința) și Okip.

## Demografie
Componența lingvistică a comunei Mokrovolea
     Ucraineană (99,52%)
     Alte limbi (0,48%)
Conform recensământului din 2001, majoritatea populației comunei Mokrovolea era vorbitoare de ucraineană (99,52%), existând în minoritate și vorbitori de alte limbi.